# Andrzej Skłodowski

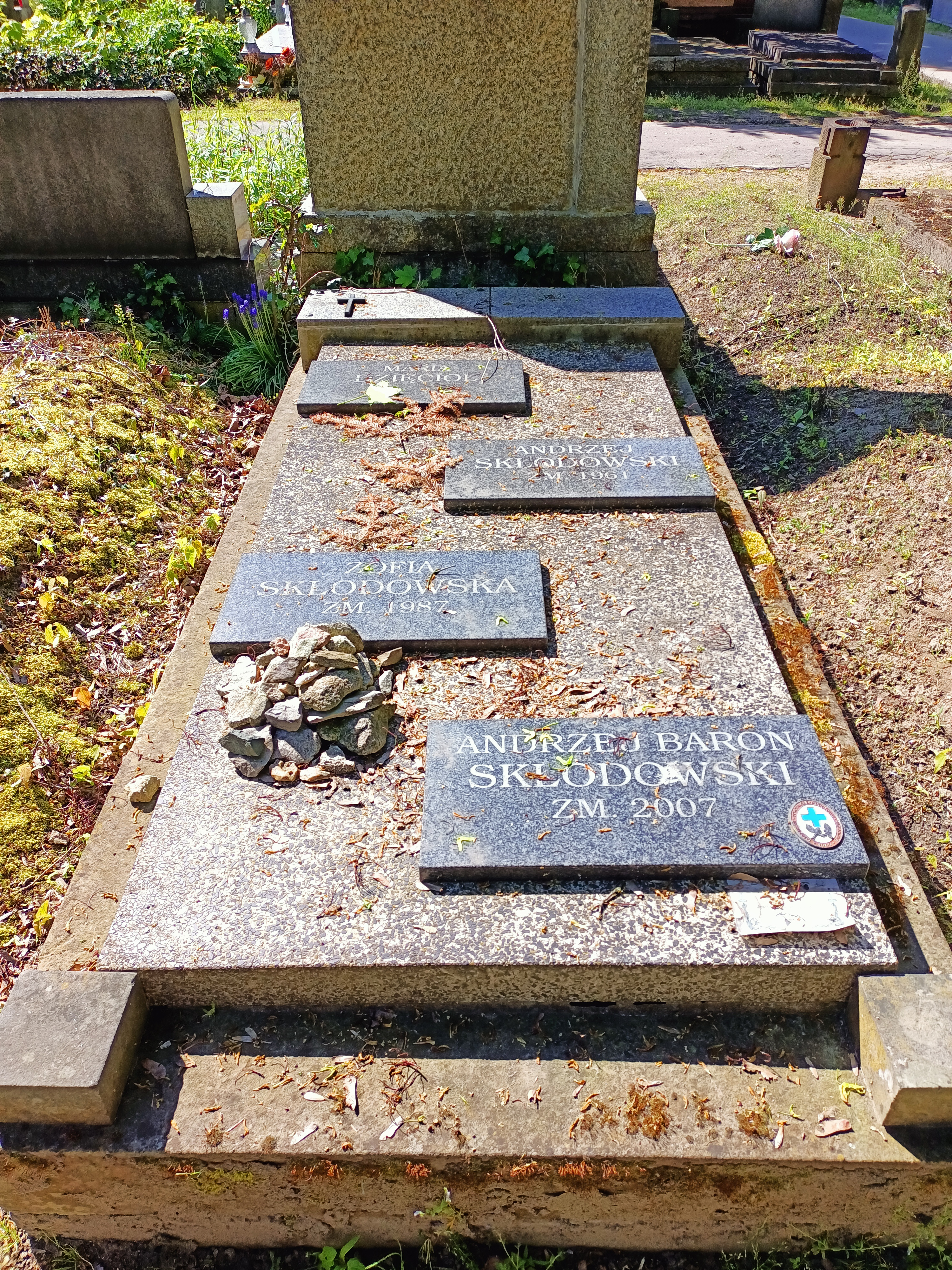
Grób Andrzeja Skłodowskiego na Cmentarzu Powązkowskim

Andrzej Skłodowski, pseudonim "Baron" (ur. 1 lutego 1944 w Częstocicach, zm. 3 grudnia 2007 w Warszawie) – polski dziennikarz, taternik, alpinista i instruktor alpinizmu, przewodnik i ratownik górski.
Absolwent Wydziału Etnografii UW, wieloletni dziennikarz Polskiej Agencji Prasowej. W 1960 r. rozpoczął swoje letnie, a w 1962 r. zimowe wspinaczki w Tatrach. Od 1968 r. był członkiem Grupy Tatrzańskiej GOPR, a następnie TOPR-u. Uczestnik 85 wypraw ratunkowych w Tatrach. Autor wielu nowych przejść w Tatrach, m.in. środkiem ściany czołowej Spadowej Kopy i Wielkim Ściekiem Kotła Kazalnicy Mięguszowieckiej. Dokonał także wielu przejść zimowych, trudnymi i uznawanymi za niebezpieczne drogami. Jako alpinista był między innymi autorem pierwszych polskich przejść drogą Cassina na północno-wschodniej ścianie Piz Badile i Filara Gervasuttiego na Mont Blanc du Tacul.
Był fundatorem i sygnatariuszem aktu założycielskiego i statutu Fundacji Wspierania Alpinizmu Polskiego im. Jerzego Kukuczki. Autor publikacji i opracowań wspinaczkowych w czasopismach taternickich, oraz autor przewodników wspinaczkowych.
Popełnił samobójstwo w swoim mieszkaniu 3 grudnia 2007 roku. Został pochowany na Starych Powązkach (kwatera 257a-5-4)

## Publikacje
- Na graniach Polskich Tatr Wysokich, (razem z Markiem Wołoszyńskim), Wydawnictwo Sport i Turystyka, Warszawa, 1992, ISBN 83-217-2860-X
- Granaty. Ściany: zachodnia, północno-zachodnia i wschodnia., (razem z Markiem Wołoszyńskim), Wydawnictwo PTTK Kraj, Warszawa - Kraków, 1992, ISBN 83-7005-330-0
- Zamarła Turnia. Ściany: południowa i południowo-wschodnia., (razem z Markiem Wołoszyńskim), Wydawnictwo PTTK Kraj, Warszawa - Kraków, 1992, ISBN 83-7005-329-7
- Polskie Tatry Wysokie. Przewodnik taternicki dla początkujących, (razem z Markiem Wołoszyńskim), Wydawnictwo Karpaty - Andrzej Łączyński, Kraków, 1992, ISBN 83-85204-05-9